# Orust
För andra betydelser, se Orust (olika betydelser).

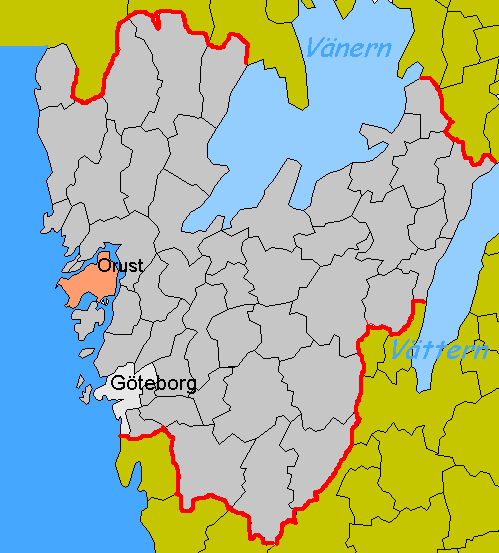
Lägeskarta för Orust

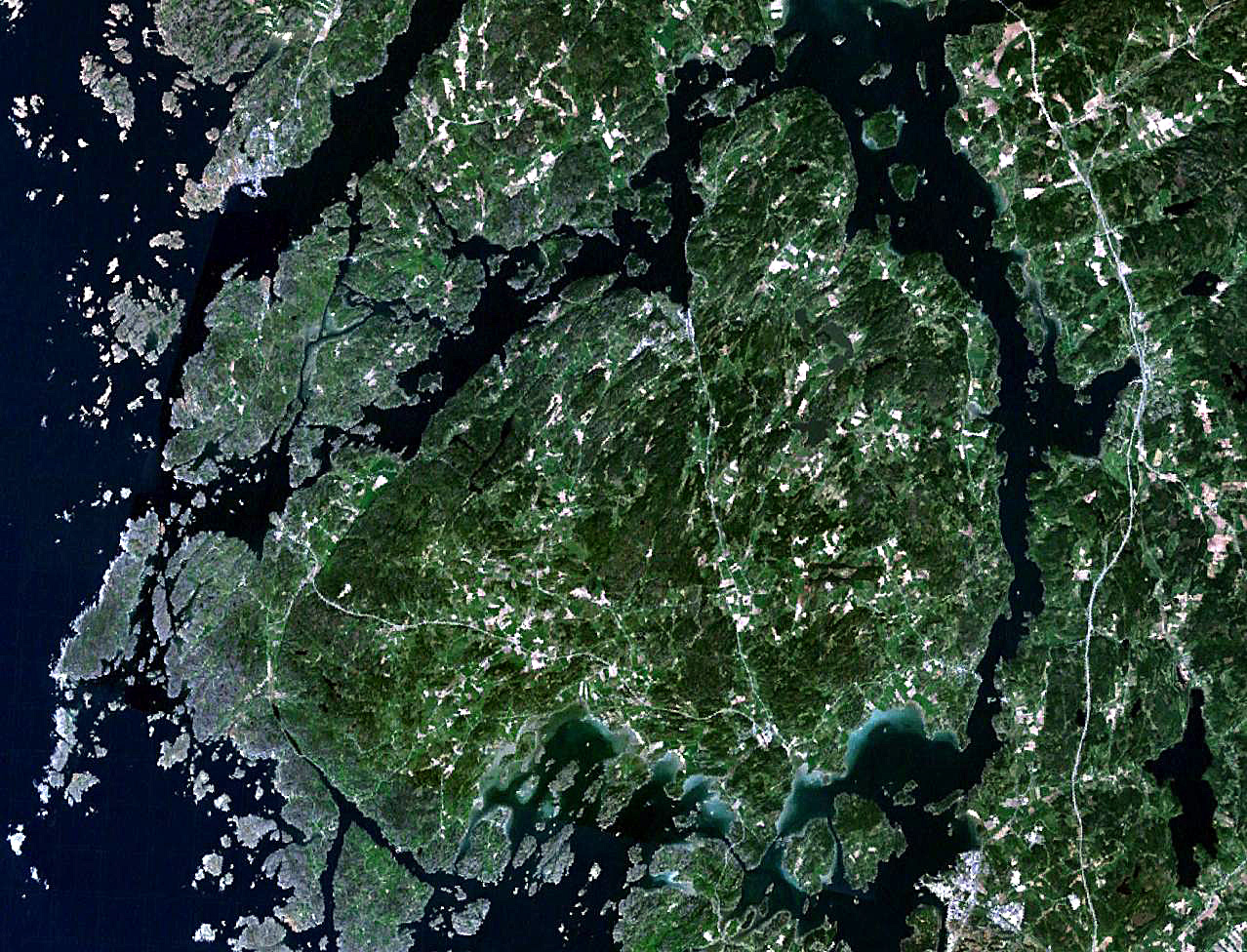
Orust

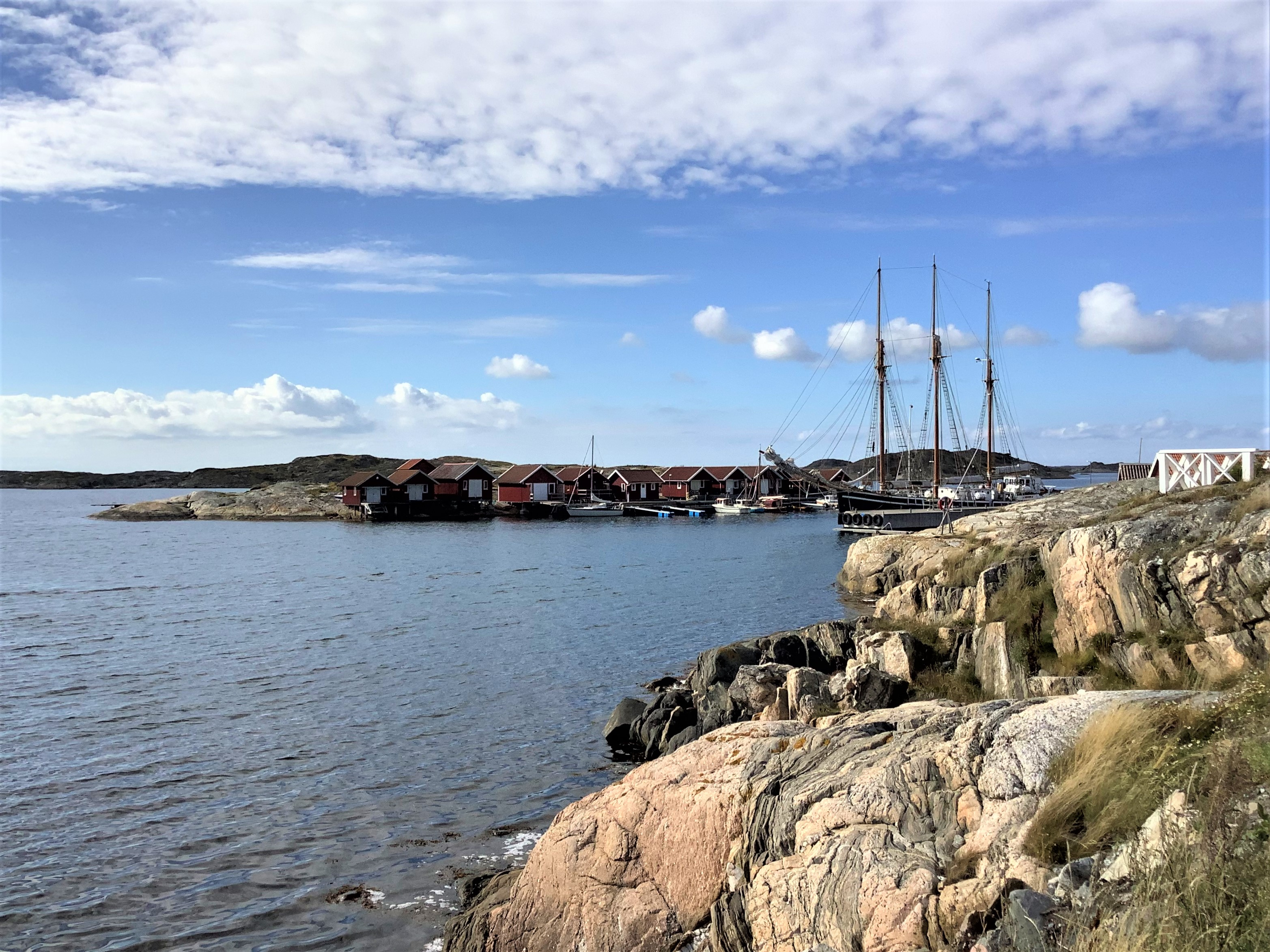
Edshultshall, bakom klipporna skymtar bland annat skolfartyget T/S Westkust.

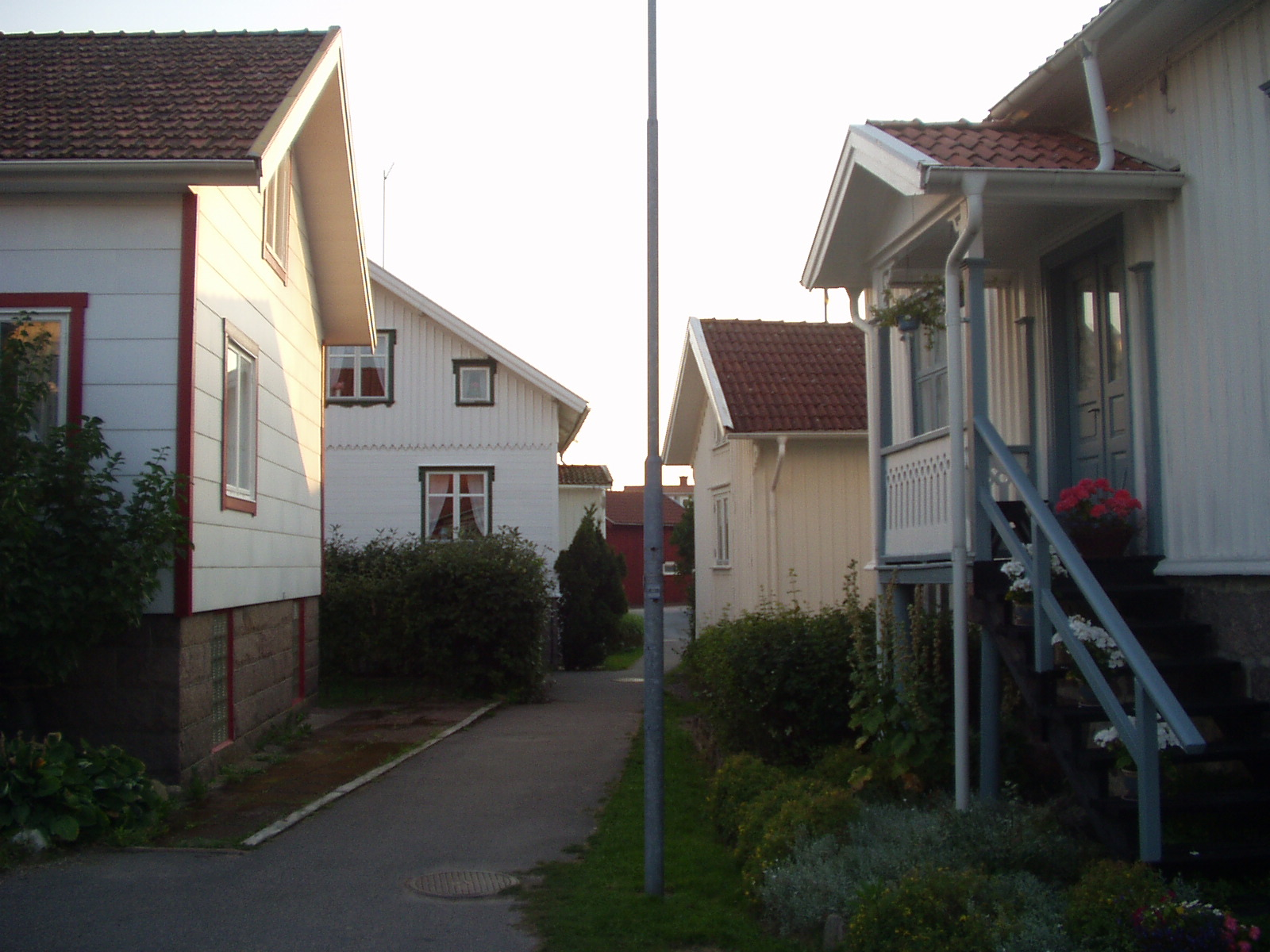
Mollösund

Orust är en ö i Bohuslän, Västra Götalands län, Sverige. Enligt SCB är Orust, efter Gotland, Öland och Södertörn Sveriges fjärde största ö, på 346 km². Orust är en naturligt skapad ö eftersom den skiljs från fastlandet och från Tjörn av ett antal fjordar och smala sund. Därmed är den Sveriges tredje största ö som har skapats på ett naturligt sätt. Tillsammans med ett antal kringliggande öar, såsom Käringön, Härmanö, Gullholmen, Flatön, Malö och Lyrön, bildar den Orusts kommun. Orust ligger norr om Sveriges sjunde största ö, Tjörn.
Orust är sedan länge ett centrum för båtbyggande.

## Orter
| - Barrevik - Edshultshall - Ellös - Henån - Hälleviksstrand - Kungsviken - Mollösund | - Myckleby - Nösund - Slussen - Stillingsön - Stocken - Svanesund - Svanvik - Varekil |

## Distrikt
Från 2016 indelas ön i följande distrikt, vilka motsvarar socknarna:

- Gullholmen
- Käringön
- Långelanda
- Mollösund
- Morlanda
- Myckleby
- Röra
- Stala
- Tegneby
- Torp

## Kommunikationer
Länsväg 160 passerar ön som förbinds med fastlandet via Nötesundsbron. Länsväg 178 går mellan Varekil och Ellös.
Trafikverket Färjerederiet bedriver färjetrafik på sträckorna Svanesund–Kolhättan, Lyresten–Lyr, Ängö–Fruvik och Fröjdendal–Malö. Västtrafik bedriver personfärjetrafik på sträckorna Tuvesvik-Käringön (före juni 2013 från Hälleviksstrand) och Tuvesvik-Gullholmen.
Orust express (ofta kallad Orustexpressen) är en busslinje som trafikerar sträckan Uddevalla–Henån–Vräland–Varekil–Myggenäs–Stenungsund. På vardagar trafikeras linjen varje timme mellan kl. 06.00–20.00; från Henån till Stenungsund kan man dock åka så tidigt som 04.40. Busslinjen ingår i Västtrafiks utbud och både i Uddevalla och Stenungsund kan man byta till tågen på Bohusbanan, i Stenungsund är buss- och tågtidtabellerna anpassade så att det är kort väntetid för vidare resa mot till exempel Göteborg.

## Historia

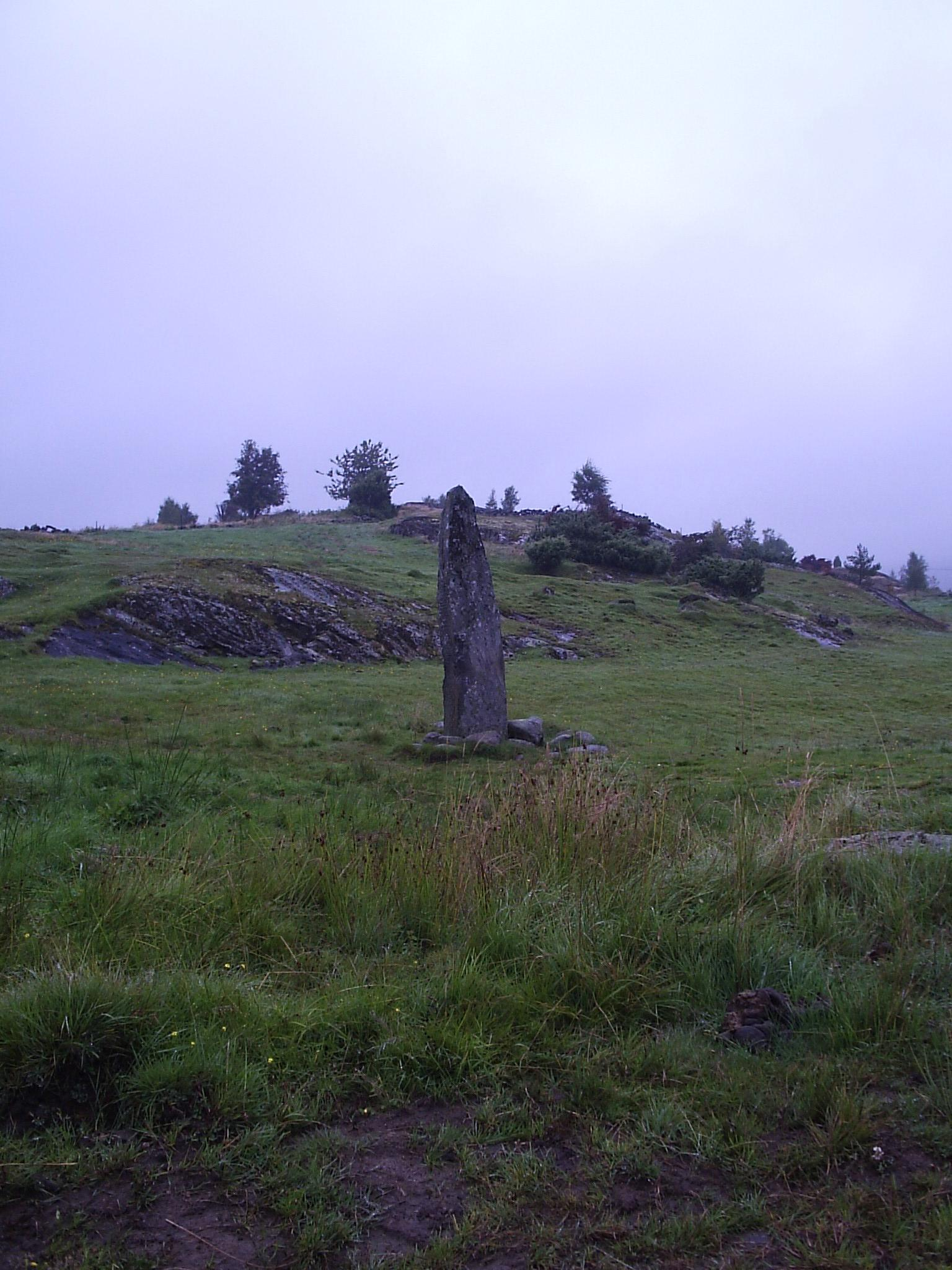
Orusts enda runsten finns vid Hoga

De första människorna kom till Orust efter istiden för 11 000 år sedan. Deras boplatser som då låg vid stranden ligger i dag 40–50 meter över havet. I Enersbacken har det hittats skivyxor och pilspetsar.
Under de första böndernas tid, när stranden låg knappt 25 meter högre än i dag, byggdes närmare 30 dösar och gånggrifter, vilket är en tredjedel av samtliga i Bohuslän. Under seklerna före bronsåldern byggde ett knappt 10-tal hällkistor. Även många föremål, varav en del praktföremål, finns från bondestenålderns tre kulturer som följer efter varandra.
Från bronsåldern finns många gravar, främst cirka 185 stora rösen där Morlanda och Tegneby dominerar starkt, samt hällristningar. Vid den tiden låg stranden runt 16–10 meter högre än i dag. 1884 hittades ett svärd av brons i Ellösfjorden, svärdet är 101,5 cm långt och ett av de längsta från denna tid som hittats i Sverige.
Från järnåldern finns bland annat många gravar och en runsten, Hogastenen. Många ortnamn på byar och enskilda större gårdar kan vara från denna period.
Medeltiden märks främst genom byggandet av kyrkor av sten runt 1100-talet, vilka i varierad omfattning byggts om.
Orust blev svenskt i samband med freden i Roskilde år 1658 när Danmark avträdde bland annat Bohuslän till Sverige.
Öns läge har gjort att fisket varit viktigt för befolkningen. 1752 var tillgången på sill mycket god och hela 1700-talet kallas den stora sillperioden och varade fram till 1808. Slutet på sillfisket innebar att bygden avfolkades och flera fiskelägen höll på att gå under.
Efter fiskeperioden ökade istället jordbruket, men utvecklingen av metoder och maskiner gjorde att arbetskraftsbehovet minskade och Orust blev åter en avfolkningsbygd. Från 1900 till 1968 halverades öns befolkning.[källa behövs]
Efter 1950 började flera av öns varv att tillverka plastbåtar och än i dag är varvsindustrin viktig på Orust.
Invånarantalet har varierat kraftigt under åren, 1528 bodde det 2 100 personer på ön. Befolkningen var som störst 1880 med 18 129. 2006 hade kommunen 15 185 invånare, vilket inkluderar något tusental på de omgivande öarna. Under sommarhalvåret ökas befolkningen med sommargäster med nästan tre gånger så många som det bor där året om.[källa behövs]